# Имшенецкая, Анна Николаевна
Анна Николаевна Имшенецкая (1887 — не ранее 1930) — русский педагог, преподаватель русского языка, литературы, обществоведения и методики преподавания обществоведения. Автор учебников по обществоведению.

## Биография
Родилась в 1887 году в области Войска Донского.
После окончания народной школы и четырёхклассной прогимназии училась в Новочеркасской женской гимназии. По окончании гимназии была назначена народной учительницей в одну из школ предместья Новочеркасска.
В 1904 году вышла замуж и переехала в Киев, где у неё родился сын Александр (1905—1992), ставший известным микробиологом. В 1906 году в Киеве было открыто частное коммерческое училище А. Н. Имшенецкой.
С 1907 году начала посещать лекции на историко-филологическом факультете Киевского университета Св. Владимира, занималась у Кнауэра и Перетца. В 1909 году в Лейпциге написала сочинение «Ученье Вундта о языке», за которую Киевский университет наградил её медалью.
В 1910 году переехала с семьёй в Санкт-Петербург, где в качестве вольнослушательницы принимала участие в практических занятиях санскритским языком на историко-филологическом факультете Санкт-Петербургского университета.
В 1913—1917 годах преподавала русский язык и литературу в Царскосельской гимназии. Также она преподавала в Первой петроградской мужской гимназии. была заведующей школой и интернатом для детей ссыльно-каторжных, читала лекции лектор в Народном доме Паниной и на Александро-Невском механическом заводе.
После Октябрьской революции 1917 года заведовала 1-й пролетарской школой Северной коммуны (на месте закрытого 2-го кадетского корпуса), была секретарём наркомата продовольствия Северных коммун.
В 1919 году переехала в Орёл, куда был мобилизован её муж, инженер Жилинский; преподавала историю русского языка в Орловском пролетарском университете, служила в Губоно и преподавала в школах, работала в агитоделе Орловской губернии, заведовала красноармейским клубом.
После демобилизации мужа в 1922 году вернулась в Петроград; преподавала русский язык и обществоведение в фабзавучах. Осенью 1923 года была назначена политлектором в фабзавуче типографии имени Евгении Соколовой, читала лекции по марксистской педагогике на курсах для учителей. Работала в методической комиссии Губполитпросвета, была инспектором обществоведения Облоно, областным методистом научно-методического совета Облоно. С 1924 года заведовала ленинградской 70-й школой.
С 1923 — действительный член секции индоевропейского языкознания НИИ сравнительного изучения литератур и языков Запада и Востока при ЛГУ.
С 1925 года — старший ассистент факультета языкознания и материальной культуры ЛГУ, с 1929 года — доцент.
В 1925—1926 годах была старшим ассистентом в Педагогическом институте им. А. И. Герцена, преподавала методику обществоведения.
В 1929 году — агитатор-пропагандист при М.Н.Р., где вела семинарий по истории партии с руководителями кружков на предприятиях.